# La Sieste (Alma-Tadema)
Pour les articles homonymes, voir La Sieste.
La Sieste ou Scène pompéienne – en anglais The Siesta ou Pompeian Scene – est un tableau réalisé en 1868 par le peintre britannique Lawrence Alma-Tadema. De format horizontal, cette peinture à l'huile sur toile est une scène de genre qui représente une jeune femme jouant de l'aulos pour deux hommes allongés, dans la Grèce antique. Inspirée par la frise du Parthénon exécutée par Phidias et son atelier, la peinture montre le plus âgé des deux auditeurs en train de sombrer dans le sommeil, d'où son titre. Offerte par Ernest Gambart en 1887, elle est conservée au musée du Prado, à Madrid, en Espagne.